# Wilfred Kirochi
Wilfred Kirochi (ur. 12 grudnia 1969) – kenijski lekkoatleta specjalizujący się w biegach średniodystansowych. Sukcesy odnosił również w biegach przełajowych.

## Sukcesy sportowe
| Rok  | Miasto          | Zawody                                    | Konkurencja                               | Wynik                     |
| ---- | --------------- | ----------------------------------------- | ----------------------------------------- | ------------------------- |
| 1986 | Ateny           | mistrzostwa świata juniorów               | bieg na 1500 m                            | złoty medal               |
| 1987 | Nairobi         | igrzyska afrykańskie                      | bieg na 1500 m                            | srebrny medal             |
| 1987 | Warszawa        | mistrzostwa świata w biegach przełajowych | juniorzy indywidualnie juniorzy drużynowo | złoty medal srebrny medal |
| 1988 | Greater Sudbury | mistrzostwa świata juniorów               | bieg na 1500 m                            | złoty medal               |
| 1988 | Auckland        | mistrzostwa świata w biegach przełajowych | juniorzy indywidualnie juniorzy drużynowo | złoty medal               |
| 1989 | Stavanger       | mistrzostwa świata w biegach przełajowych | seniorzy indywidualnie seniorzy drużynowo | brązowy medal złoty medal |
| 1990 | Auckland        | igrzyska Wspólnoty Narodów                | bieg na 1500 m                            | srebrny medal             |
| 1991 | Tokio           | mistrzostwa świata                        | bieg na 1500 m                            | srebrny medal             |

## Rekordy życiowe
- bieg na 800 metrów – 1:45,05 – Grosseto 10/08/1989
- bieg na 1000 metrów – 2:17,64 – Parma 22/06/1991
- bieg na 1500 metrów – 3:32,49 – Bruksela 28/08/1992
- bieg na milę – 3:49,77 – Oslo 06/07/1991
- bieg na 3000 metrów – 7:46,76 – Padwa 17/09/1989